# Вибачте мене
«Вибачте мені» (англ. Excuse Me) — американська кінокомедія режисера Альфреда Дж. Гулдінга 1925 року. Фільм вважається втраченим.

## Сюжет
Комедія про морського офіцера, Гаррі Меллорі і його горе-наречену Марджорі Ньютон, яка проводить більшість часу, шукаючи священика, який оженить їх.

## У ролях
- Норма Ширер — Марджорі Ньютон
- Конрад Нейджел — Гаррі Меллорі
- Рене Адоре — Франсін
- Волтер Гайєрс — Портер
- Джон Боулс — лейтенант Шоу
- Берт Роач — Джиммі Веллінгтон
- Вільям В. Монг — преподобний доктор Темпл
- Едіт Йорк — місіс Темпл
- Джин Камерон — лейтенант Гудзон
- Фред Келсі — Джордж Кетчем
- Пауль Вайгель — преподобний Джоб Велс
- Мей Веллс — місіс Джоб Велс